# سبنسر كلارك (عازف جاز)
سبنسر كلارك (بالإنجليزية: Spencer Clark)‏ هو عازف جاز أمريكي، ولد في 15 مارس 1908، وتوفي في 27 مايو 1998.

## روابط خارجية
- سبنسر كلارك على موقع أول ميوزيك (الإنجليزية)